# Pascal Baylon
Pour les articles homonymes, voir Saint Pascal et Baylon.
Pascal Baylon (Torrehermosa, 16 mai 1540 - Vila-real, 17 mai 1592) est un franciscain déchaussé reconnu saint par l'Église catholique. Il est le saint patron des œuvres eucharistiques car il passait des heures en prière en extase devant le Saint-Sacrement.

## Biographie
Pascal Baylon est né en Espagne en Aragon, dans un ménage de modestes cultivateurs, Martin Baylon et Isabelle Jubera. Tout petit, il manifeste une grande attirance pour l'église, où le conduit sa mère, et reste de longues heures en prière devant le tabernacle. Ses parents le placent comme berger. En gardant ses bêtes, il prie sans cesse, avec une particulière dévotion pour la Sainte Vierge.
À l'âge de 20 ans, il souhaite rejoindre le monastère des frères mineurs déchaussés. Mais, sachant à peine lire et écrire, il n'est pas accepté dans la communauté religieuse. Il s'embauche donc comme berger, à proximité du monastère, afin d'entendre sonner les heures des offices et de prier à ces moments-là.
Enfin, en 1564, les frères l'acceptent comme frère convers, et il est longtemps portier. Là, il pratique une charité permanente envers ceux qui se présentent, allant jusqu'à leur offrir des fleurs du jardin s'ils n'ont rien d'autre. Devant les reproches de ses supérieurs, il répond :
« S'il se présente douze pauvres et que je donne à dix, il est bien à craindre que l'un de ceux que je renvoie ne soit précisément Jésus-Christ ».
Malgré sa modestie, beaucoup de gens viennent lui demander conseil et tous constatent sa disponibilité et sa bonne humeur permanentes.
Parallèlement, frère Pascal passe de longs moments en adoration devant l'Eucharistie, plongé dans une profonde extase.

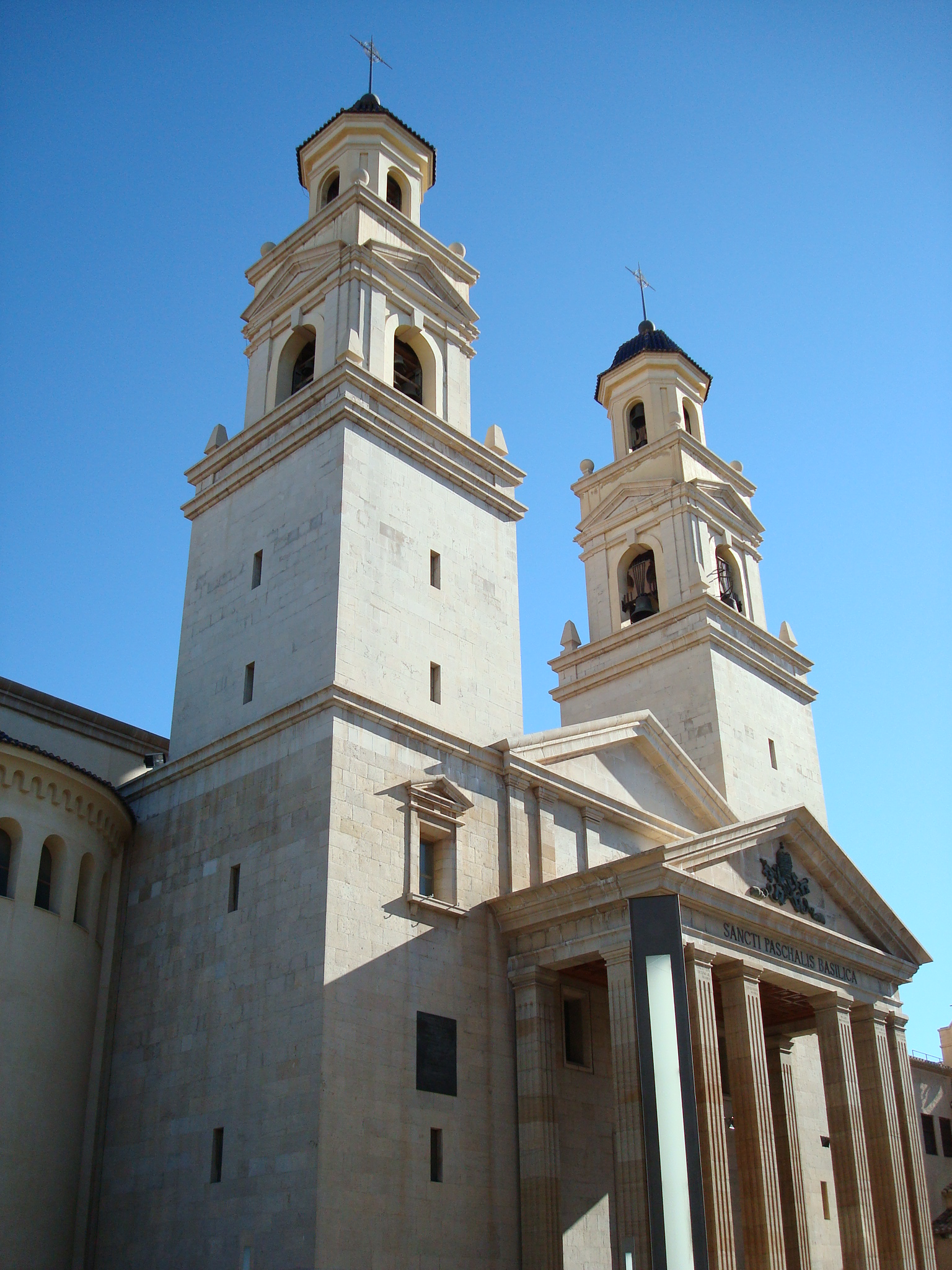
Façade de la basique Saint-Pascal-Baylon à Vila-real.

En 1576, il est envoyé en France porter des documents importants au général de son ordre, Christophe Cheffontaine. Il part ainsi pour Paris. La route est aussi longue que périlleuse, surtout en cette époque de conflit avec les huguenots. Il est d'ailleurs blessé à l'épaule manquant d'être lapidé dans une échauffourée à Orléans. Sa prise de risque : soutenir la valeur réelle de l'Eucharistie, vrai Corps, vrai Sang, et présence réelle du Christ, mais il pardonne à ses agresseurs immédiatement.
Il rentre ensuite en Espagne, et finit sa vie au couvent Notre-Dame-du-Rosaire, à Vila-real près de Valence où il meurt. Une basilique est ensuite construite et garde son sépulcre.
Il aimait à dire : 
« Trois choses sont nécessaires aux hommes pour gagner la vie éternelle. Il leur faut avoir un cœur de fils pour Dieu, un cœur de mère pour le prochain et un cœur de juge pour soi-même ».

## Vénération

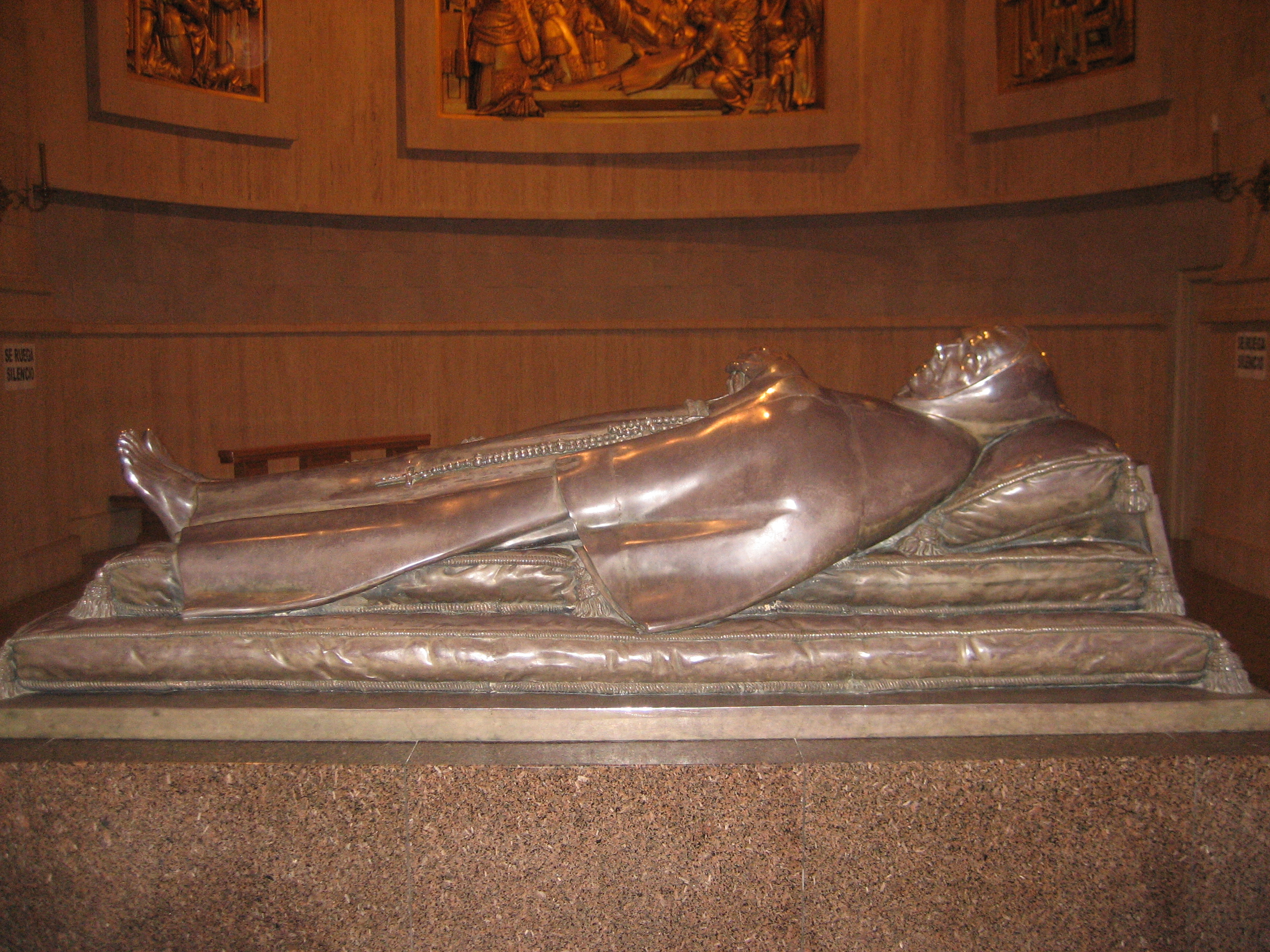
Sépulture de Pascal Baylon à Vila-real.

Enterré dans la chapelle royale de Vila-real, son tombeau devient immédiatement un objet de pèlerinage. Béatifié par le pape Paul V en 1618, il est canonisé par Alexandre VIII le 16 octobre 1690. Sa fête est fixée au 17 mai.
Quarante ans avant qu'il ne soit canonisé, un indigène guatémaltèque prétend avoir une apparition de Pascal Baylon, apparaissant sous la forme d'un squelette revêtu. Cet événement est devenu la base de la tradition hétérodoxe de San Pascualito (en).
Charles III fonde en 1767 la nouvelle église franciscaine alcantarine San Pascal Baylon, d'un style classique austère. Il commande pour la décoration un cycle de sept retables qui reflétaient certaines des pratiques de dévotion les plus importantes de l'ordre des franciscains : la dévotion à l'Eucharistie, à l'Enfant Jésus et à la pureté de la Vierge Marie. Plusieurs d'entre eux réalisés par Giambattista Tiepolo, 1767-1769, sont conservés au musée du Prado.

Œuvres de Tiepolo pour l'église de San Pascual d'Aranjuez, 1767-1769 au Prado
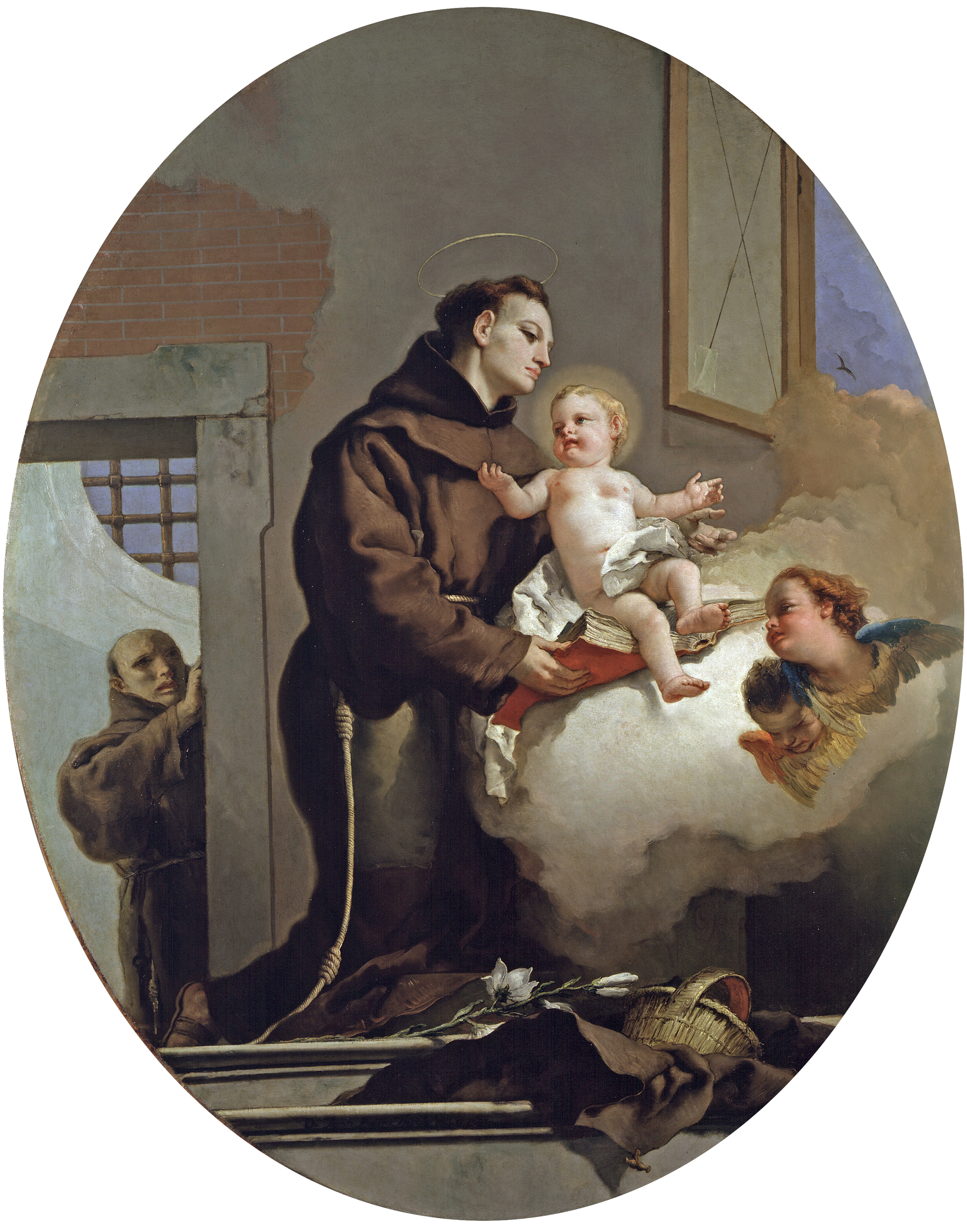
Saint Antoine de Padoue avec le Christ Enfant.
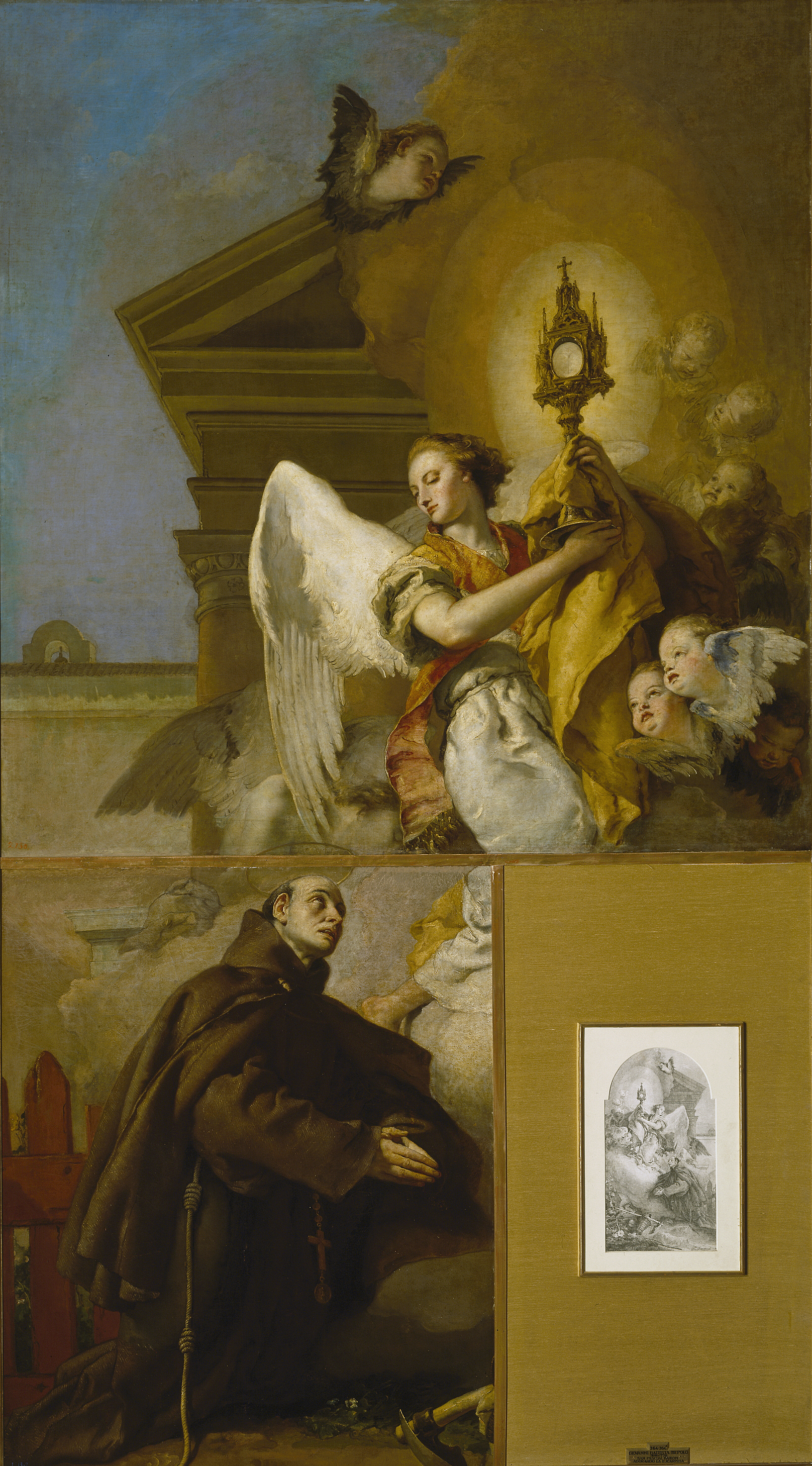
Vision de saint Pascal Baylon.
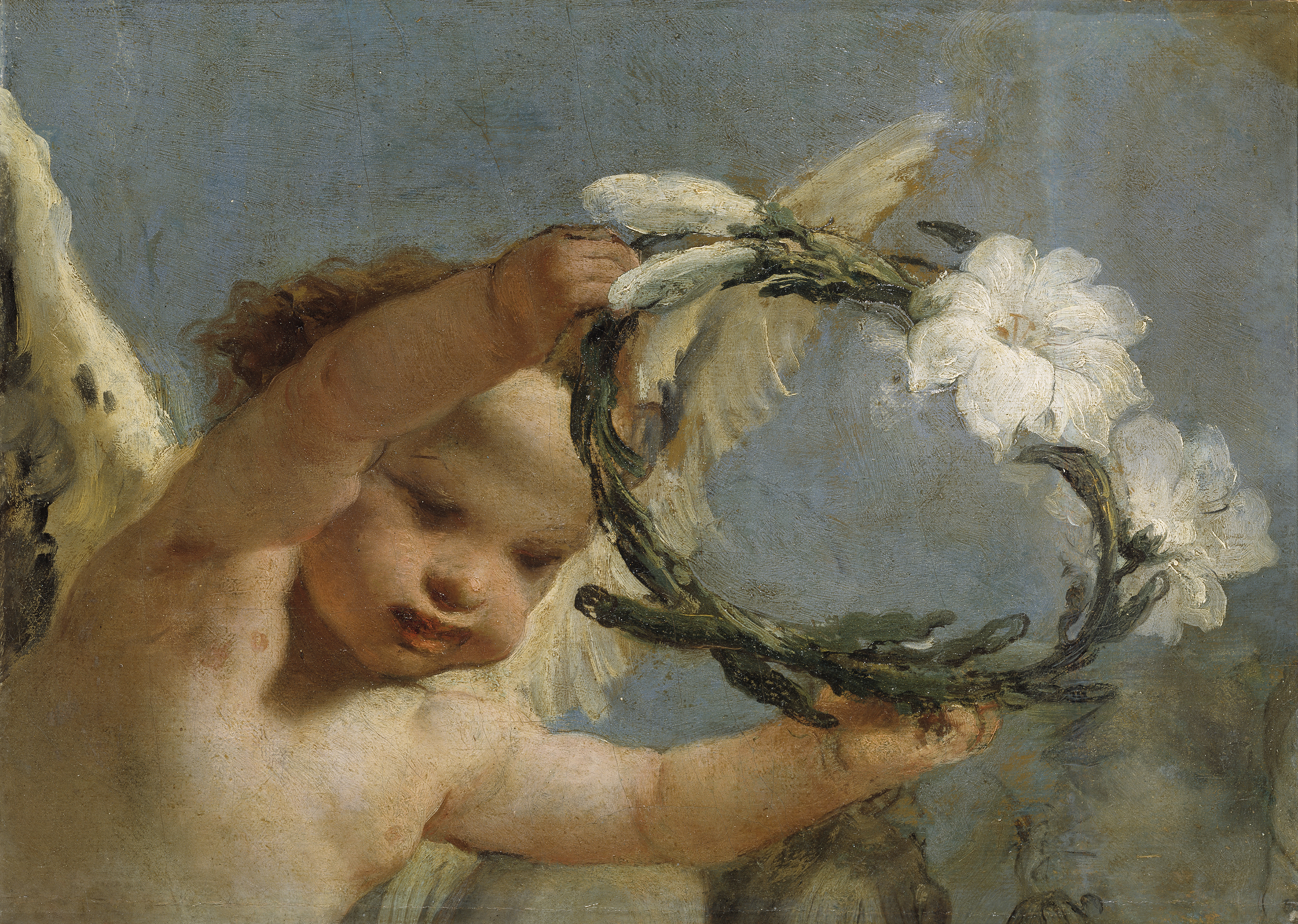
Ange avec une couronne de lis.
L'Immaculée Conception (Tiepolo).

Le saint est généralement représenté en adoration devant une vision de l'Eucharistie. Aussi, la figure de saint Pascal Baylon a été utilisée dans la lutte de l'Église contre le modernisme, dont l'un des aspects prenait la forme d'un renforcement de la dévotion vis-à-vis du sacrement de l'Eucharistie. En 1897, le pape Léon XIII proclama Pascal Baylon, « séraphin de l'Eucharistie », patron des œuvres eucharistiques et du congrès eucharistique international. L'art chrétien le représente généralement revêtu de l'habit franciscain et portant un ostensoir, en signe de son dévouement à la Sainte Eucharistie.
Durant la guerre civile espagnole (1936-1939), sa tombe est profanée et ses reliques brûlées par des partisans anticléricaux.

## Sources
- La Vie des saints pour tous les jours de l'année - Abbé L. Jaud - Tours - Mame - 1950.
- (en)  Cet article contient des extraits traduits d'un article de la Catholic Encyclopedia dont le contenu se trouve dans le domaine public.